# Bigler Township
Bigler Township est un township, situé au sud du comté de Clearfield, aux États-Unis,. En 2010, il comptait une population de 1 289 habitants.

## Démographie
Lors du recensement de 2010, le township comptait une population de 1 289 habitants. Elle est également estimée, en 2018, à 1 232 habitants.

### Source de la traduction
- (en) Cet article est partiellement ou en totalité issu de l’article de Wikipédia en anglais intitulé « Bigler Township, Clearfield County, Pennsylvania » (voir la liste des auteurs).